# Silpha tricostata
Silpha tricostata es una especie extinta de escarabajo carroñero del género Silpha, categorizada en la tribu Silphini, de la subfamilia Silphinae. Fue descrita por Heer en 1847.

## Distribución
Se distribuía por Europa: Alemania.